# ديه هيلي
ديه هيلي (بالإنجليزية: Des Healey)‏ هو لاعب كرة قدم أسترالية أسترالي، ولد في 5 سبتمبر 1927 في فيكتوريا في أستراليا، وتوفي في 18 مارس 2009 في ملبورن في أستراليا.

## وصلات خارجية
- ديه هيلي على موقع AustralianFootball.com (الإنجليزية)
- ديه هيلي على موقع AFLtables.com (الإنجليزية)